# ゆめタウン飯塚
ゆめタウン飯塚（ゆめタウンいいづか）は、福岡県飯塚市菰田西にあるショッピングセンター。

## 概要
元々同地には飯塚地方卸売市場があったが、2021年（令和3年）に庄内工業団地へ移転。その跡地をイズミが開発し、2023年（令和5年）7月29日にグランドオープン。
「待ち遠しいMIRAIを創ろう」をコンセプトに、情報発信や最先端技術の導入、高品質な商品やトレンド商品の展開などに取り組むとしており、ショートタイムショッピングが可能な「ピピットセルフ」や、宅配サービス「ゆめデリバリー」の導入などを予定し、デジタル技術を取り入れたアミューズメント施設「リトルプラネット」や市内初のシネマコンプレックスを誘致した。
また、使用電力の全てを太陽光発電などの再生可能エネルギーで賄う、ジェンダーフリートイレを備えるなどグループ初の取り組みも行った。
他にも、教育機関と連携した教育プログラムや防災・防犯イベントの実施を予定し、地産地消の推進や自治体・商店街との連携も図るとしている。

## 主な店舗

### 直営売り場
1階鮮魚売り場では、市内で養殖を行った生サーモンの販売を小売店で初めて実施し、また対面販売コーナーで調理の下ごしらえや料理方法の相談を受け付ける。
2階衣料品売り場では、アダストリアとの協業で展開している30代 - 40代の女性向けブランド「SHUCA」を展開する。

### 専門店
専門店は、前述の通りデジタル技術を取り入れたアミューズメント施設「リトルプラネット」や市内初のシネマコンプレックス「シネマサンシャイン飯塚」のほか、筑豊地方初進出のゲームセンター「GIGO」、地場系百貨店「井筒屋」のサテライトショップなどが出店した。

### シネマサンシャイン飯塚
シネマサンシャイン飯塚（シネマサンシャインいいづか）は、ゆめタウン飯塚3階にて佐々木興業株式会社が運営するシネマコンプレックス（映画館）。シネマサンシャインとしては姶良に次ぐ九州2店舗目であり、IMAXレーザー導入店舗。
| シネマサンシャイン飯塚のスクリーン | シネマサンシャイン飯塚のスクリーン | シネマサンシャイン飯塚のスクリーン | シネマサンシャイン飯塚のスクリーン | シネマサンシャイン飯塚のスクリーン |
| スクリーン                         | 座席数                             | 座席数                             | スクリーンサイズ                   | 設備                               |
| スクリーン                         | 一般席                             | 車椅子席                           | スクリーンサイズ                   | 設備                               |
| ---------------------------------- | ---------------------------------- | ---------------------------------- | ---------------------------------- | ---------------------------------- |
| シネマ1                            | 311席                              | 7席                                | 非公表                             | IMAXレーザー                       |
| シネマ2                            | 205席                              | 5席                                | 11 m×4.6 m                         | DOLBY ATMOS                        |
| シネマ3                            | 205席                              | 5席                                | 11.55 m×4.83 m                     | -                                  |
| シネマ4                            | 75席                               | 2席                                | 6.15 m×3.32 m                      | -                                  |
| シネマ5                            | 66席                               | 2席                                | 6.15 m×3.32 m                      | -                                  |
| シネマ6                            | 52席                               | 2席                                | 6.15 m×3.32 m                      | -                                  |
| シネマ7                            | 145席                              | 4席                                | 11.55 m×4.83 m                     | -                                  |
| シネマ8                            | 96席                               | 2席                                | 7.05 m×H3.81 m                     | -                                  |
| シネマ9                            | 96席                               | 2席                                | 7.05 m×H3.81 m                     | -                                  |

## アクセス
- JR九州筑豊本線（福北ゆたか線）「飯塚駅」より徒歩10分[1]。
- 西鉄バスの最寄り停留所は「昭和通二丁目」（12番・21番・27番系統および卸商団地経由の特急バスが停車）

### 周辺の店舗
- イオン穂波ショッピングセンター
- イオンモール直方